# Shai Maestro
 (juin 2011).
Si vous disposez d'ouvrages ou d'articles de référence ou si vous connaissez des sites web de qualité traitant du thème abordé ici, merci de compléter l'article en donnant les références utiles à sa vérifiabilité et en les liant à la section « Notes et références ».
Shai Maestro est un pianiste de jazz et de musique classique, né en Israël le 5 février 1987.

## Études
Il commence à jouer du piano à l'âge de 5 ans et étudie le piano pendant 8 ans aux côtés de Irena Krivatz, professeur de musique classique. Sa première rencontre avec le jazz date de l'âge de 8 ans, il écoutait alors l'album d'Oscar Peterson Gershwin Songbook.
Il entre ensuite à l'école d'art Thelma - Yellin high School of Performing Arts de Givataim où il étudie la musique classique et le jazz.
En tant qu'étudiant, il a reçu plusieurs bourses d'études pour étudier au Berklee College of Music, au département musique.
Shai Maestro a étudié le piano-jazz et l'improvisation avec Opher Brayer, ainsi que la musique classique avec le professeur Benjamin Oren de l'académie de musique de Jérusalem.
Dans les années 2004-2010, il gagne la bourse d'études « Fonds culturel américano-israélien pour le piano-jazz ».
Il gagne aussi le prix national de jazz "Jazz Signs" à 2 reprises (2002 et 2003)[réf. souhaitée].
Shai a aussi étudié la musique indienne, notamment l'instrument de percussion tabla avec Sanjev Kumar Sharma.

## Ses collaborations
Maestro vit actuellement à Brooklyn, gagnant la reconnaissance de ses pairs et des médias. Il joue régulièrement en solo ou avec de nombreux jazzmen réputés à travers le monde, comme Jimmy Green, Jorge Rossy, Myron Walden, Ari Hoenig, Gilad Hekselman, Jonathan Blake, Harish Rhagavan, Mark Guiliana, Orlando Le Fleming, Edward Perez, Anthony Hart et Diego Urcola.
En 2006, Shai Maestro rejoint le trio du contrebassiste de jazz Avishai Cohen. Il a alors l'occasion de jouer dans de prestigieuses salles de concerts, le Blue Note de New York, le Ronnie Scott's en Angleterre, l'Olympia et la salle Pleyel à Paris. Certains de ses concerts ont été enregistrés par la chaîne Mezzo et sont régulièrement diffusés en Europe.
Shai Maestro a collaboré sur quatre albums d'Avishai Cohen dont Seven Seas, 7 semaines #1 du top jazz en france, nommé aux victoires du jazz en France dans la catégorie Album international de production française.
Il a également arrangé les cuivres du morceau Ani Aff sur cet album.
Il a sorti son premier album le 12 avril 2012, Shai Maestro Trio, composé de Jorge Roeder (basse) et Ziv Ravitz (Batterie) chez Laborie Jazz, suivi de The Road To Ithaca le 1er octobre 2013 puis de Untold Stories le 30 avril 2015.

## Discographie

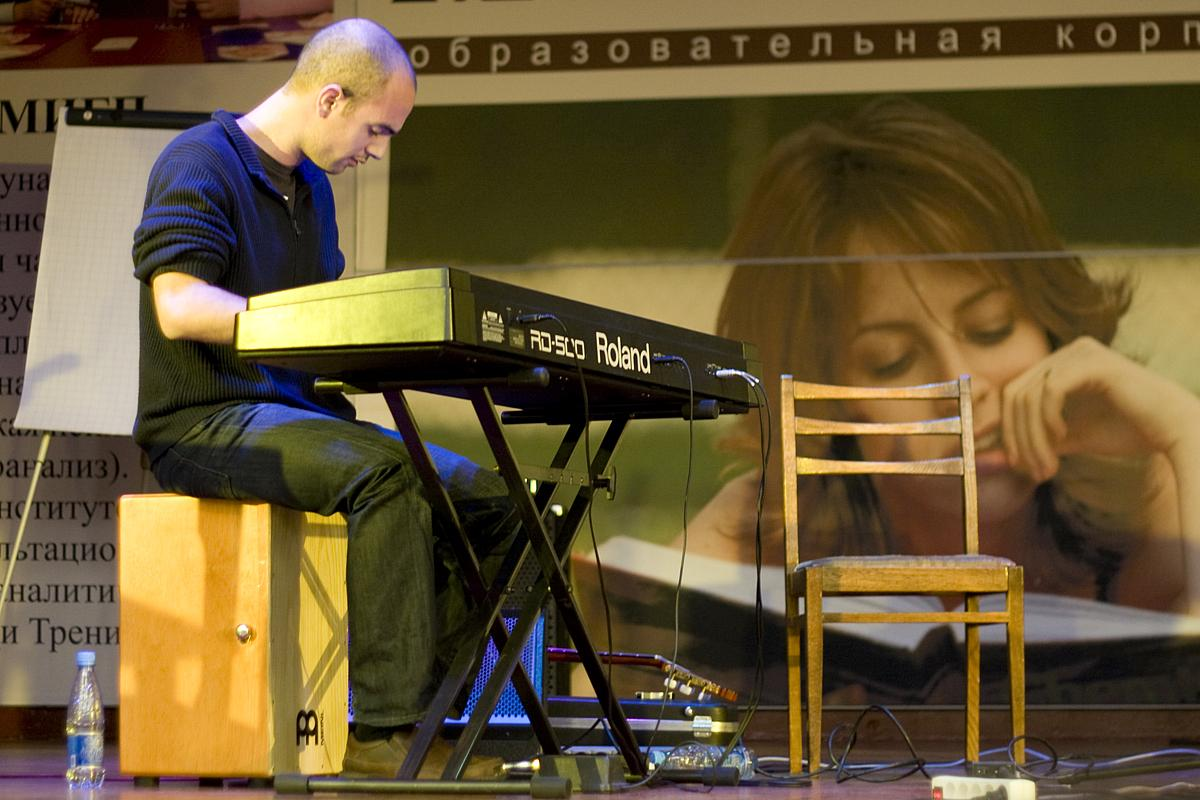
Shai Maestro avec le groupe d'Avishai Cohen à Kiev en 2008.

### En tant que leader
- 2012 : Shai Maestro Trio (Laborie)
- 2013 : The Road To Ithaca (Laborie)
- 2015 : Untold Stories (Motéma)
- 2016 : The Stone Skipper (Sound Surveyor Music)
- 2018 : The Dream Thief (ECM)
- 2021 : Human (ECM)
- 2025 : Solo: Miniatures and Tales (Naïve)

### En tant que sideman
Avec Avishai Cohen et l'Avishai Cohen Trio
- 2008 : Gently Disturbed (Sunnyside, Razdaz Recordz)
- 2008 : Sensitive Hours (RazDaz Recordz)
- 2009 : Aurora (Blue Note)
- 2010 : Seven Seas (Blue Note)

Avec Oded Tzur
- 2015 : Like A Great River (Yellowbird)
- 2017 : Translator's Note (Yellowbird)

Avec Mark Guiliana Jazz Quartet
- 2015 : Family First (Beat Music Productions)
- 2015 : Family First. The Alternate Takes (Beat Music Productions)